# Wettringen (Észak-Rajna-Vesztfália)
Wettringen település Németországban, azon belül Észak-Rajna-Vesztfália tartományban. Lakosainak száma 8350 fő (2023. december 31.). Wettringen Neuenkirchen, Ochtrup, Salzbergen és Steinfurt községekkel határos.

## Népesség
A település népességének változása:
| Lakosok száma | 6104 | 8102 | 8140 | 8226 | 8261 | 8314 | 8350 |
|               | 1975 | 2015 | 2017 | 2019 | 2021 | 2022 | 2023 |